# Зефельд (Гольштейн)
Зефельд (нем. Seefeld) — община в Германии, в земле Шлезвиг-Гольштейн.
Входит в состав района Рендсбург-Экернфёрде. Подчиняется управлению Ханерау-Хадемаршен. Население составляет 372 человека (на 31 декабря 2010 года). Занимает площадь 6,77 км².
Мэром коммуны является Маркус Крёгер.
На территории Зефельда преобладает морской климат.